# Législature de l'État de Louisiane

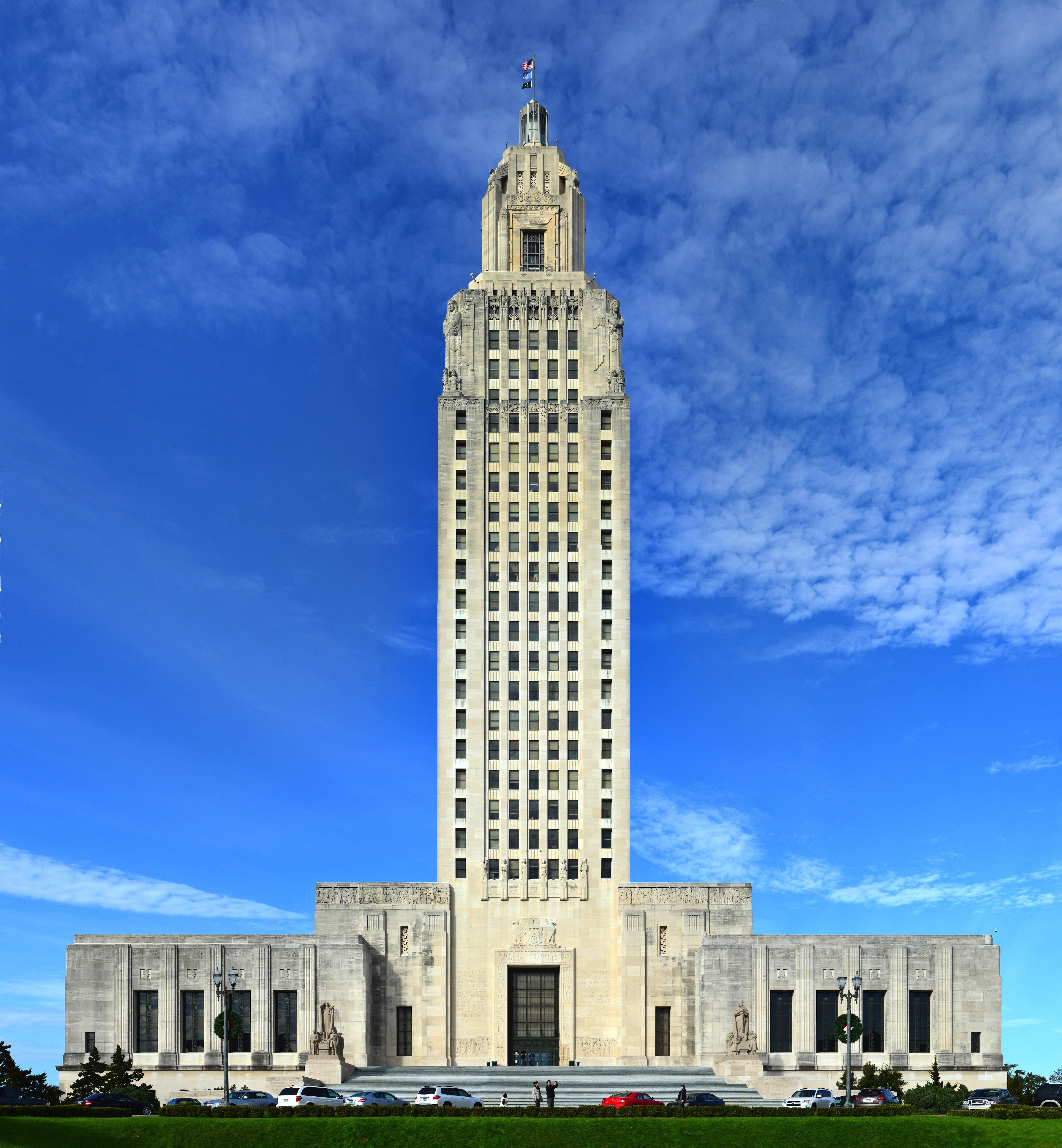
Le Capitole de l'État de Louisiane où se réunit la législature.

La législature de l'État de Louisiane (en anglais : Louisiana State Legislature), appelée usuellement « Assemblée générale » (The General Assembly), est le parlement bicaméral de l'État américain de Louisiane.

## Composition
Elle comprend une chambre basse, appelée Chambre des représentants de Louisiane (Louisiana House of Representatives) avec 105 représentants et une chambre haute, le Sénat de Louisiane (Louisiana Senate) avec 39 sénateurs. Les membres des deux chambres sont élus au scrutin uninominal dans chaque circonscription.  
Le Parlement se réunit dans le Capitole à Bâton-Rouge, la capitale de la Louisiane.

## Mandat
Les membres des deux chambres servent pour un mandat de 4 ans avec une limite à trois mandats consécutifs (12 ans). Cette limite a été instituée par un référendum dans l'État en 1995 et ajouté à l'article III, §4, de la Constitution de Louisiane. 2007 a donc été la première année où des parlementaires ont été atteints par cette limité et n'ont pu se représenter. 